# 中山太平堂
中山太平堂，全称中山市基督教会太平堂，简称太平堂，位于孙中山的故乡中国广东省中山市。 太平堂是该市的基督教会总堂，建于民国17年(1928年)，屬於仿哥特式教堂建筑。

## 历史
1874年，宣教士在中山县（现中山市）石岐镇太平路建立中山第一个教堂。
1905年，香港先施、永安两公司中山籍基督教徒马应彪、马永灿、郭乐、郭泉、欧亮等商人在石岐西门外花王巷购地建設教堂。1906年教堂與教会附属学校建成。教堂命名为“香山长老自理会”（Heung Shan (Xiangshan) Presbyterian Self-governance Church），属中华基督教会，這座教堂是太平堂的前身。
1918年，马应彪、马永灿等在中山沙涌建立另一个名為“良都堂”的礼拜堂。
后来，由于信徒人数不断增加，马应彪、郭泉等在石岐商会购得高家基地段筹建新堂。1928年太平堂落成，是中山基督教最大的教堂。
在文化大革命(1966~1976)期间，石岐太平堂停止崇拜活动，被工厂、单位占用。
1980年秋，太平堂恢复宗教活动，是中山市第一所恢复聚会的基督教堂，由李护法担任主任牧师，麦敏英为女传道。随后，中山市先后恢复或建立沙溪隆都堂、沙涌良都堂、三乡堂、小榄堂等。
1989年樊宏恩牧师于武汉中南神学院毕业后回到中山市太平堂参加服侍，并于1995年任太平堂主任牧师。1999年，樊巧儿出任牧师。

## 教会活动
太平堂目前主日有四堂崇拜，每堂有800多人参加。教会还开办和组织了各类课程和团契活动，例如成人主日学，少儿主日学，亲子夏令营，青年团契、伉俪团契、妇女团契等。2010年教会先后创立數个年轻的音乐敬拜队，包括“瓦器敬拜队”、“以斯贴敬拜队”、“以琳敬拜队”等。
太平堂还培养了一批传道者，分别到中山市各个（分）堂服侍。除了传讲神的福音和牧养信徒以外，教会也很关心社会民生，例如为灾区募捐。

## 建筑
太平堂为中西合璧的教堂建筑，面积约500平方米，现为中山市基督教会总堂。
太平堂分主堂和副堂。主堂于1928年建成，采用仿哥特式教堂建筑风格，分上下两层，一次可容纳400多人聚会，是当时中山最大的礼拜堂，副堂于1987年由旅港信徒欧炳光捐款建成。